# Verzweigung Muri
De Verzweigung Muri is een knooppunt in Zwitserland. Op dit knooppunt bij Muri bei Bern sluit de A10 aan op de A6.

## Configuratie
Het knooppunt is een onvolledig knooppunt.